# Naharvals
Els naharvals (en llatí naharvali) eren un poble germànic, una de les tribus més poderoses del grup dels lugis (més tard anomenats vàndals).
Habitaven el nord-est de Germània. Tàcit explica que el país on vivien, probablement a la vora del Vístula tenia una arbreda sagrada molt antiga i venerada, on els rituals d'adoració d'uns déus bessons anomenats Alcis (que Tàcit identifica amb Castor i Pòl·lux), els celebrava un sacerdot vestit de dona.